# Caddo Lake (film)
Pour les articles homonymes, voir Caddo Lake.
 (octobre 2024).
Si vous disposez d'ouvrages ou d'articles de référence ou si vous connaissez des sites web de qualité traitant du thème abordé ici, merci de compléter l'article en donnant les références utiles à sa vérifiabilité et en les liant à la section « Notes et références ».
Pour plus de détails, voir Fiche technique et Distribution.
Caddo Lake est un film américain réalisé par Celine Held et Logan George et sorti en 2024.
Il est diffusé sur la plateforme Max.

## Synopsis
Ellie, sa mère, son beau-père et sa demi-sœur Anna vivent près du lac Caddo, une étendue d'eau mystérieuse parsemée de bayou située entre la Louisiane et le Texas. Lorsque Anna, âgée de 8 ans, disparaît une nuit près du lac, la famille et la communauté se lancent à sa recherche. Ellie part sur une partie du lac où l'eau s'est retirée et où elle peut marcher sur le lit asséché. De retour sur la terre ferme et chez sa mère, elle découvre qu'elle est trois jours en arrière. Prise de panique, elle retourne au lac et retrouve Anna, mais elle est maintenant revenue un mois en arrière, lorsqu'Anna s'était déjà enfuie. Il s'avère que le lac Caddo présente un phénomène de décalage temporel qui se déclenche lorsque le niveau de l'eau baisse. Ellie retourne au lac dans l'espoir de retrouver Anna une seconde fois.
Pendant ce temps, Paris, un autre habitant du lac, tente de découvrir ce qui a provoqué la crise d'épilepsie de sa mère et sa chute mortelle du pont quelques années auparavant. Paris travaille au dragage du lac et a un jour une étrange expérience: il suit des empreintes de pas sur une partie asséchée du lac et perd l'ouïe. De retour à son bateau, il trouve un collier coincé dans le moteur. C'est le même que possédait sa mère. L'ancienne petite amie de Paris avec qui il renoue leur relation doute de son histoire concernant le mystère du lac.
Les histoires convergent lorsque Paris retourne au lac et traverse des portails qui le transportent en 1952. Il y retrouve Anna blessée et obtient son aide avant de tenter de retourner à son époque, 2003. Au lieu de cela, il atterrit en 2022, celle d'Ellie.
Au même moment Ellie voyage en 2005. Sur le parking d'une épicerie, elle aperçoit un collier accroché au rétroviseur d'une voiture, identique à celui de sa mère. C'est le collier qu'Anna portait lorsqu'elle a disparu. Elle force la voiture pour récupérer le collier et la propriétaire arrive et l'attaque pour le récupérer. Ellie demande d'où vient le collier et la femme répond qu'il appartenait à la mère de son petit ami disparu, Anna Lang. Ellie réalise que la femme à qui elle parle est sa propre mère, Celeste, et que le bébé que celle-ci tient dans ses bras est elle-même. Ellie s'enfuit et trouve un cybercafé. En cherchant Anna Lang et en regardant de vieilles photos, elle réalise que sa demi-sœur Anna est en réalité sa grand-mère. Elle retourne au lac pour rentrer chez elle.
Pendant ce temps, en 2022, Paris est retrouvé dans le bateau d'Ellie, qu'elle avait amarré avant de voyager dans le passé. Il est arrêté comme suspect dans la disparition d'Anna. Il voit un reportage avec une photo d'Anna et réalise que la fille qu'il a sauvée était sa propre mère. Il échappe à la police mais se noie en tentant de retourner au portail. Ellie retourne en 2022 et réalise que le beau-père avec lequel elle se bat est en fait son arrière-grand-père. Elle rentre chez elle et retrouve sa mère, sous le choc, en train de regarder un reportage sur l'évasion et la mort de Paris. Il y a une photo de Paris et les autorités demandent de l'aide pour l'identifier. Ellie montre la photo d'école d'Anna de 1952 et serre sa mère dans ses bras, lui expliquant que ni Anna ni Paris n'avaient l'intention de les quitter.

## Fiche technique
- Titre original : Caddo Lake
- Réalisation et scénario :  Celine Held et Logan George
- Musique : Ilid Baloche
- Production : États-Unis
- Lange originale : anglais
- Genre : thriller
- Durée : 99 minutes
- Date de sortie : 10 octobre 2024 (sur Max)

## Distribution
- Dylan O'Brien (VF : Adrien Larmande) : Paris
- Eliza Scanlen (VF : Diane Kristanek) : Ellie
- Caroline Falk (VF : Bianca Tomassian) : Anna
- Lauren Ambrose (VF : Hélène Bizot) : Celeste
- Eric Lange (VF : Guillaume Orsat) : Daniel
- Sam Hennings (VF : Jean-François Vlérick) : Ben
- Diana Hopper (VF : Zina Khakhoulia) : Cee